# Gotowość mieszkaniowa
Gotowość mieszkaniowa (ang. housing ready) – w linearnym systemie pomocy mieszkaniowej, czyli tzw. schodkowej metodzie wychodzenia z bezdomności, cel pośredni będący wyrazem postępu w terapii. Osiągnięcie tego celu powoduje przejście do następnego etapu terapii, a ostatecznie warunkuje otrzymanie własnego mieszkania, jeśli wszystkie kolejne cele terapeutyczne zostaną zrealizowane.